# کلوسترل، اتریش
کلوسترل  (به آلمانی: Klösterle) یک منطقهٔ مسکونی در اتریش است که در ناحیه بلودنتس واقع شده‌است. کلوسترل  ۶۲٫۳۱ کیلومتر مربع مساحت دارد ۱٬۰۷۳ متر بالاتر از سطح دریا واقع شده‌است.